# نهر رحمة (أبشار)
نهر رحمة (بالفارسية: نهررحمه) هي منطقة سكنية تقع في إيران في أبشار. يقدر عدد سكانها بـ 535 نسمة بحسب إحصاء 2016.